# Ann-Marie MacDonald
Ann-Marie MacDonald OC (nascida em 29 de outubro de 1958), é uma dramaturga, autora, atriz e apresentadora canadense que vive em Toronto, Ontário.

## Vida e carreira
MacDonald é filha de um militar do Canadá; ela nasceu em uma base da força aérea perto de Baden-Baden, Alemanha Ocidental. Ela é de ascendência parcial libanesa por parte de mãe.
MacDonald ganhou o Prêmio Commonwealth Writers por seu primeiro romance, Fall on Your Knees (1996), que foi selecionado para o Clube do Livro de Oprah Winfrey em janeiro de 2002.
MacDonald recebeu o Prêmio Governador Geral de Drama, o Prêmio Canadense de Peça Floyd S. Chalmers, e o Prêmio de Drama da Associação Canadense de Autores por sua peça, Goodnight Desdemona (Good Morning Juliet).
MacDonald apresentou a série de documentários Life and Times da CBC por sete temporadas. MacDonald também apresentou o principal programa de documentários da CBC, Doc Zone, por oito temporadas.
Ela apareceu nos filmes I've Heard the Mermaids Singing e Better Than Chocolate, entre outros.
O romance de MacDonald de 2003, The Way the Crow Flies, foi parcialmente inspirado no caso Steven Truscott. Seu terceiro romance, Adult Onset, foi lançado em 2014 e foi traduzido para cinco idiomas. Seu quarto romance, Fayne, foi publicado em 2022.
Ela foi a primeira escritora residente da sala de leitura Mordecai Richler na Universidade Concordia, e treina alunos nos programas de atuação e dramaturgia da Escola Nacional de Teatro do Canadá.
Em 2008, MacDonald recebeu um doutorado honorário em humanidades pela Universidade de Windsor.
Em maio de 2015, MacDonald foi o "autor de renome" e o "rosto público" do primeiro Dia dos Autores Canadenses para as Índias, organizado para chamar a atenção para as livrarias independentes em todo o país. Cerca de 100 lojas e 270 autores participaram do evento nacional.
Em dezembro de 2018, MacDonald foi nomeada Oficial da Ordem do Canadá, em reconhecimento às "suas contribuições multifacetadas para as artes no Canadá e por sua defesa dos direitos LGBTQ+ e da mulheres".
MacDonald é casada com a dramaturga e diretora teatral canadense Alisa Palmer.

## Trabalhos

### Teatro
- This is For You, Anna - 1983 (peça, criação coletiva)
- Nancy Drew, The Case of the Missing Mother - 1984 (peça, coautoria com Beverley Cooper)
- Clue in the Fast Lane - 1985 (peça, coautoria com Beverley Cooper)
- Goodnight Desdemona (Good Morning Juliet) – 1988 (peça)
- The Arab's Mouth – 1990 (peça)
- Nigredo Hotel – 1992 (libreto de ópera)
- The Attic, the Pearls and Three Fine Girls – 1995 (peça, coautoria com Jennifer Brewin, Martha Ross, Leah Cherniak e Alisa Palmer)
- Anything That Moves – 2000 (livro e letras para musical)
- Belle Moral – 2005 (peça; uma versão substancialmente revisada de The Arab's Mouth (acima))

### Romances
- Fall on Your Knees (1996)
- The Way the Crow Flies (2003)
- Adult Onset (2014)
- Fayne (2022)

### Filmografia

#### Filmes
- The Wars (1983)
- Unfinished Business (1984)
- I've Heard the Mermaids Singing (1987)
- Where the Spirit Lives (1989)
- Where the Heart Is (1990)
- Paint Cans (1994)
- Getting Away with Murder (1996)
- Better Than Chocolate (1999)
- The Girlfriend Interviews (curta, 2001)
- Interviews with My Next Girlfriend (curta, 2002)

#### Televisão (como atriz ou apresentadora)
- Rubberface (filme para TV, 1981)
- Mafia Princess (filme para TV, 1986)
- Hot Shots (série de TV, 1986)
- Airwolf (série de TV, 1987)
- Adderly (série de TV, 1987)
- Captain Power and the Soldiers of the Future (série de TV, 1987)
- Alfred Hitchcock Presents (série de TV, 1987–1989)
- Diamonds (série de TV, 1988)
- Rin Tin Tin: K-9 Cop (série de TV, 1988–1991)
- Street Legal (série de TV, 1990)
- Beyond Reality (série de TV, 1991–1992)
- E.N.G. (série de TV, 1992–1993)
- Shattered Trust: The Shari Karney Story (filme para TV, 1993)
- The Babymaker: The Dr. Cecil Jacobson Story (filme para TV, 1994)
- Due South (série de TV, 1995)
- Friends at Last (filme para TV, 1995)
- Her Desperate Choice (filme para TV, 1996)
- Life and Times (apresentadora de série de documentários de TV, 1996–2006)
- Too Close to Home (filme para TV, 1997)
- A Taste of Shakespeare (série de TV, 1997)
- The Industry (série de TV, 2003)
- The Unsexing of Emma Edmonds (filme para TV, 2004)
- The L Word (série de TV, 2006)
- Slings & Arrows (série de TV, 2006)
- Doc Zone (apresentador de série de documentários de TV, 2009–2015)

#### Televisão (como escritora)
- Street Legal (TV series, 1988)
- Beyond Reality (TV series, 1992)
- Ready or Not (série de TV, 1994–1995)